# Lasar Christow
Lasar Christow (bulgarisch Лазар Христов; * 17. Februar 1954) ist ein ehemaliger bulgarischer Kanute.

## Erfolge
Lasar Christow nahm an zwei Olympischen Spielen teil. Bei seinem Olympiadebüt 1976 in Montreal gehörte er mit Borislaw Borissow zum bulgarischen Aufgebot im Zweier-Kajak, mit dem er über 500 Meter im Halbfinale ausschied. Auf der 1000-Meter-Strecke erreichten sie dagegen nach einem dritten Platz im Vorlauf und einem Sieg im Halbfinale den Endlauf. Diesen schlossen die Bulgaren nach 3:37,30 Minuten auf dem neunten und damit letzten Platz ab.
Vier Jahre darauf startete Christow bei den Olympischen Spielen 1980 in Moskau im Vierer-Kajak über die 1000-Meter-Distanz. In den Vorläufen verpasste die Mannschaft, zu der neben Christow noch Boschidar Milenkow, Borislaw Borissow und Iwan Manew gehörten, als Fünfte die direkte Finalqualifikation und musste daher nochmals im Halbfinale antreten. Dort gelang es ihnen als drittplatzierte Mannschaft, sich den letzten freien Startplatz im Endlauf zu sichern. Im Rennen um die Medaillen überquerten sie schließlich nach 3:15,46 Minuten als drittes Boot die Ziellinie, hinter den siegreichen Kanuten aus der DDR und nur eine Zehntelsekunde hinter den Rumänen, sodass sie die Bronzemedaille gewannen.